# West Cook
West Cook ist ein nicht organisiertes Gebiet (Unorganized Territory) im Cook County im Nordosten des US-amerikanischen Bundesstaates Minnesota. Das U.S. Census Bureau hat bei der Volkszählung 2020 eine Einwohnerzahl von 1756 ermittelt.

## Geografie
West Cook liegt zwischen der kanadischen Grenze im Norden und dem Nordufer des Oberen Sees. Das Zentrum des Gebiets liegt auf 47°58′08″ nördlicher Breite und 90°38′46″ westlicher Länge und erstreckt sich über 1717,4 km².       
Das Gebiet umfasst von der Landseite vollständig das Stadtgebiet von Grand Marais, dem Verwaltungssitz des Cook County. Die nächstgelegenen größeren Städte sind Thunder Bay in der kanadischen Provinz Ontario (176 km nordöstlich) und Duluth (189 km südwestlich). Minneapolis, die größte Stadt Minnesotas, liegt 437 km südwestlich.
Die Mündung des Pigeon River, der die Grenze zu Kanada bildet, liegt 114 km nordöstlich.
Innerhalb des Gebiets West Cook befindet sich mit dem Lake Abita der mit 624 m am höchsten gelegene See Minnesotas.

## Verkehr
Die Minnesota State Route 61 verläuft entlang des Ufers des Oberen Sees. Der historische Gunflint Trail, die heutige County Road 12, verläuft am östlichen Rand des Gebiets in nördliche Richtung. Alle weiteren Straßen sind untergeordnete und teils unbefestigte Fahrwege.
Die nächstgelegenen Flughäfen sind der 172 km nordöstlich gelegene Thunder Bay International Airport und der 195 km südwestlich gelegene Duluth International Airport; der Minneapolis-Saint Paul International Airport liegt 444 km südwestlich.

## Demografische Daten
Nach der Volkszählung im Jahr 2010 lebten im Gebiet West Cook 1616 Menschen in 744 Haushalten. Die Bevölkerungsdichte betrug 0,94 Einwohner pro Quadratkilometer. In den 744 Haushalten lebten statistisch je 2,16 Personen. 
Ethnisch betrachtet setzte sich die Bevölkerung zusammen aus 96,5 Prozent Weißen, 0,2 Prozent Afroamerikanern, 0,8 Prozent amerikanischen Ureinwohnern, 0,2 Prozent Asiaten sowie 0,1 Prozent aus anderen ethnischen Gruppen; 2,2 Prozent stammten von zwei oder mehr Ethnien ab. Unabhängig von der ethnischen Zugehörigkeit waren 1,1 Prozent der Bevölkerung spanischer oder lateinamerikanischer Abstammung. 
17,3 Prozent der Bevölkerung waren unter 18 Jahre alt, 63,1 Prozent waren zwischen 18 und 64 und 19,6 Prozent waren 65 Jahre oder älter. 47,8 Prozent der Bevölkerung war weiblich.

Das mittlere jährliche Einkommen eines Haushalts lag bei 61.765 USD. Das Pro-Kopf-Einkommen betrug 33.158 USD. 6,8 Prozent der Einwohner lebten unterhalb der Armutsgrenze.